# Antoni Piątkowski (urzędnik)
Antoni Piątkowski – urzędnik terytorialny i sądowy na obszarze Galicji w Cesarstwie Austrii, burmistrz Nowego Targu, Sanoka, Rzeszowa, c. k. radca wyższego sądu krajowego.

## Życiorys
Był synem Jakuba i Petroneli z domu Rudzińskiej. Od około 1830 był burmistrzem Neumarkt (Nowy Targ), a od około 1831 do około 1832 pełnił funkcję prezydującego syndyka w tamtejszym magistracie (posada burmistrza była wówczas nieobsadzona). Około 1832/1833 był syndykiem w magistracie w Krośnie. Od około 1833 do około 1836 był burmistrzem Sanoka. Od około 1836 do około 1842 był burmistrzem Rzeszowa.
Od około 1842 do około 1847 był asesorem w C. K. Sądzie Dystryktu dla Suczawy. Od około 1847 od około 1853 był radcą w C. K. Sądzie Kryminalnym w Samborze, w tym od około 1849/1850 jednocześnie pełnił funkcję komisarza tamtejszego więzienia, a od około 1850 był w dyspozycji galicyjskiego C. K. Sądu Apelacyjnego. Od około 1853 do około 1855 był radcą krajowym w C. K. Sądzie Krajowym (K. K. Landrecht) we Lwowie i w tym czasie nadal pozostawał w dyspozycji galicyjskiego C. K. Sądu Apelacyjnego. Od lutego 1855 do 1857 był prezesem C. K. Sądu Obwodowego w Tarnopolu. Od 21 października 1857 do około 1862 był radcą wyższego sądu krajowego w C. K. Wyższym Sądzie Krajowym we Lwowie.
Z żoną Emilią (córka Ignacego Bordolo, około 1834 rachmistrza kopalni w urzędu górniczym saliny w Bochni). Miał z nią synów Adolfa Juliusza Józefa (1834-1836), Wilhelma Juliusza Mieczysława (ur. 1836). W Sanoku zamieszkiwał z rodziną w domu pod numerem konskrypcyjnym 14.